# William Blades
William Blades (1824-1890) fue un impresor y bibliógrafo inglés.

## Biografía
Nacido el 5 de diciembre de 1824 en Clapham (Londres), en 1840 se inició como aprendiz en la imprenta de su padre en Londres. La empresa se llamó Blades, East & Blades. Su interés por la imprenta le llevó al estudio de la historia temprana de dicha actividad en Inglaterra, en particular de la figura de William Caxton. Fue autor de títulos como His Life and Typography of William Caxton, England's First Printer (1861-1863). Fue coleccionista de libros antiguos, impresiones y medallas. Su obra más popular fue The Enemies of Books (1881). Falleció en Sutton in Surrey el 27 de abril de 1890.